# Thủy điện Trà Xom
Thủy điện Trà Xom là thủy điện xây dựng với đập chính trên dòng Đăk Trúc tại vùng đất xã Vĩnh Sơn  huyện Vĩnh Thạnh tỉnh Bình Định, Việt Nam.
Thủy điện Trà Xom có công suất lắp máy 20 MW với 2 tổ máy, sản lượng điện hàng năm 86 triệu KWh, khởi công tháng 01/2008, hoàn thành năm 2013.
Nhà máy điện ở xã Vĩnh Kim, bên bờ Sông Trà Sơn 14°17′21″B 108°43′17″Đ / 14,289254°B 108,721264°Đ. Nước được dẫn từ cửa nhận nước ở sườn núi, cách đập chính cỡ 2 km về phía nam. Đường dẫn nước dài cỡ 4,5 km dẫn về hướng đông tới nhà máy.

## Sông Đắk Trúc
Sông Đắk Trúc, đoạn thượng nguồn còn gọi là Sông Đăk Riêng, là một con sông đổ ra Sông Trà Sơn trong mạng lưới sông Kôn.
Sông có chiều dài 18 km và diện tích lưu vực là 83 km². 
Sông Đắk Trúc bắt nguồn từ vùng núi với đỉnh núi cao 1884 m 14°21′22″B 108°36′03″Đ / 14,356059°B 108,600703°Đ ở đông nam xã Sơn Lang huyện Kbang tỉnh Gia Lai.
Sông chảy uốn lượn về đông nam sang tỉnh Bình Định, đỏ vào Sông Trà Sơn và từ đó đến sông Kôn.